# Hatsune Miku
Hatsune Miku (初音ミク, premier son du futur), est une chanteuse virtuelle japonaise tenant lieu d'avatar commercial des premiers opus de la série des Vocaloid, s'exprimant par le biais d'une application de synthèse vocale développée par Crypton Future Media. Cette banque de voix utilise les logiciels Vocaloid 2, Vocaloid 3 ou encore Vocaloid 4 de Yamaha. Sa voix est synthétisée à partir de celle de l'actrice Saki Fujita.
Hatsune Miku réalise des concerts sur scène sous forme d'hologramme. Miku est, à la base, représentée en une jeune fille de 16 ans avec de longues couettes de couleur turquoise, des yeux turquoise et une tenue futuriste rappelant vaguement l'uniforme scolaire japonais. En revanche, elle ne possède pas vraiment de biographie fictive, tout étant réservé à l'imagination des internautes. Elle est la plus célèbre des Vocaloid au Japon mais aussi du monde entier. Cette icône culturelle japonaise est d'ailleurs reconnue par nombre d'internautes comme une véritable chanteuse, massivement popularisée sur Internet.
L'exploitation de sa banque vocale permet la création de véritables musiques, qui ont grandement contribué à sa popularité et son statut de personnalité de la pop culture. Ces chansons approuvées par ses responsables sont retrouvables dans les différents jeux lui étant dédiés, comme la série des project DIVA.

## Histoire

### Débuts deVOCALOID
En 2003, Yamaha annonce le développement d'un programme nommé VOCALOID, exploitant la technologie de synthèse vocale appliquée à la musique. Le logiciel permet à l'utilisateur de synthétiser une chanson complète. En entrant les paroles au clavier de l'ordinateur et l'air de la chanson au clavier d'un synthétiseur ou avec ses systèmes informatiques, l'utilisateur peut créer un chant, auquel il est possible de joindre une mélodie.
Ce programme sort en 2004 accompagné de Kaito et Meiko, deux Vocaloids japonais créés par Crypton Future Media, ainsi que Leon, Lola et Miriam, des Vocaloid anglophones (qui appartiennent à la première génération des Vocaloid et sont les premiers de la série).
La première version de VOCALOID est critiquée pour son manque de performances, et avec une ascension difficile pour ses premiers chanteurs. Yamaha décide donc en 2006 de sortir une nouvelle version de son logiciel, nommée VOCALOID 2 (deuxième génération des Vocaloid).

### VOCALOID 2
Hatsune Miku est commercialisée le 31 août 2007, par la société Crypton Future Media pour VOCALOID2. Selon les rares informations initiales, elle a 16 ans, pèse 42 kg et mesure 1,58 m. Son objet totem est la Ciboule (un légume ressemblant au poireau, souvent utilisé au Japon) et sa couleur est le turquoise. Son costume est inspiré des synthétiseurs DX de Yamaha (Les boutons et algorithmes du DX100 étant reproduits sur ses deux manches). Miku signifie « futur », Hatsu « premier », et Ne « son », son nom signifie donc « Premier son du futur ». Bien que son rôle initial ne consistait qu'à représenter le logiciel sans vraiment d'avenir en une simple personnification, Miku va progressivement devenir une véritable « personnalité » sur le web.
Au fil du temps, les vidéos et les chansons utilisant sa voix se multiplient sur Internet, notamment sur le site japonais de partage de vidéos Nico Nico Dōga. Elle commence à s'exporter hors des frontières japonaises et à se diffuser sur le géant américain YouTube.
En 2008, un programmeur (Yu Higuchi) sort un programme nommé Miku Miku Dance (MMD) ou Vocaloid Promotion Video Project (VPVP). Ce programme permet d'animer des personnages, notamment Hatsune Miku. Entre autres, l'utilisateur peut utiliser le programme pour chorégraphier des chansons. Régulièrement, un concours de vidéo utilisant ce programme est lancé: La MMD cup.
Le 2 juin 2009 sort au Japon Hatsune Miku: Project DIVA, jeu de rythme du type Beatmania, sur PSP dont Hatsune Miku est le personnage principal. Un deuxième opus sort en 2010 sur la même console ainsi qu'une version arcade la même année. Le 8 mars 2012 sort au Japon Hatsune Miku and Future Stars: Project Mirai sur Nintendo 3DS, la différence avec Project DIVA est que Hatsune Miku et ses amies adoptent une apparence Nendoroid-Petit. Une version pour la PSVita sort sous le nom de Hatsune Miku: Project Diva F. Le 27 août 2013, Hatsune Miku: Project Diva F sort sur PlayStation 3 en Amérique du Nord et en Europe en version dématérialisée, une première pour les jeux Vocaloid. Le 11 septembre 2015 sort Hatsune Miku: Project Mirai DX sur Nintendo 3DS, le jeu est également disponible en Amérique du Nord et en Europe en version physique.
Hatsune Miku est alors considérée comme une star sur Internet, et de plus en plus de fans veulent assister à ses concerts. Crypton Future Media organise le 31 aout 2009 le premier concert Vocaloid, utilisant une animation projetée sur un écran transparent, donnant l'illusion d'une représentation holographique[source insuffisante]. Après ce succès, plusieurs concerts s'ensuivront. D'ailleurs, quelques années plus tard est créé The End, un opéra-rock où Hatsune Miku est confrontée à son double et à la mort ; le spectacle est joué au Japon, mais également en France au théâtre du Châtelet, et Marc Jacobs réalise les costumes de la créature virtuelle.
Une extension nommée Miku Append est sortie le 30 avril 2010 : De nouvelles voix sont ajoutées et la voix est plus proche de la voix humaine. Miku est la première Vocaloid à bénéficier de cet ajout. Celui-ci comporte : Dark, Light, Vivid, Solid, Sweet et Soft.

### VOCALOID 3
Crypton Future Media sort en 2013 son propre programme de synthèse vocale pour ses Vocaloid, nommé Piapro, qui se base sur son homologue Vocaloid 3.
Deux VoiceBank de Miku en Vocaloid 3 (troisième génération des Vocaloid) sortent le 31 aout 2013 pour le logiciel Piapro, et le 26 septembre 2013 pour Vocaloid 3. Elle peut désormais chanter en deux langues, avec d'une part la version japonaise, et d'une autre la version anglaise.

### Domino's App feat. Hatsune Miku
En 2013, Domino's Pizza Japan décide de publier une application Domino's Pizza, incluant Hatsune Miku.
Cette application permettait de commander des pizzas, d'écouter des chansons d'Hatsune Miku (nouvelles musiques créées par les employés Domino's Pizza Japan concernant les livraisons et les pizzas), faire des photos avec elle et assister à ses concerts. Cette application a été supprimée de l'App Store en 2015. Quant à la publicité de Domino's, elle peut être retrouvée sur YouTube, car plus tard republiée par des fans.

## Phénomène de société

### Impact culturel
Cette section ne s'appuie pas, ou pas assez, sur des sources secondaires ou tertiaires indépendantes du sujet. Le texte peut contenir des analyses inexactes ou inédites de sources primaires.
Pour l'améliorer, ajoutez-en, ou placez des modèles {{Source secondaire souhaitée}} ou {{Source secondaire nécessaire}} sur les passages mal sourcés. (décembre 2022)

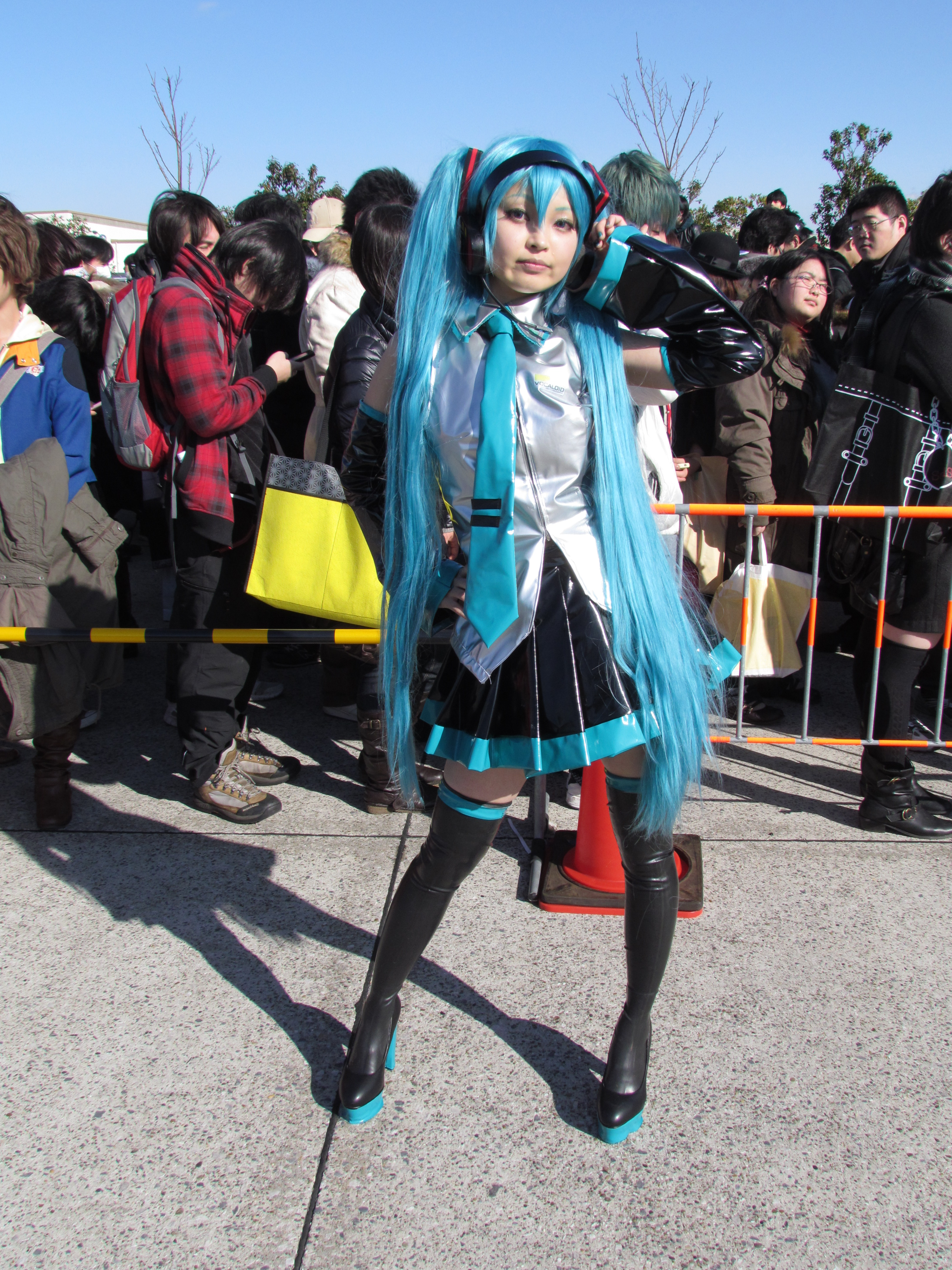
Cosplay d'Hatsune Miku.

Après la sortie du logiciel, Hatsune Miku devient au Japon un phénomène d'importance notable. En effet, des personnes se mettent à créer et diffuser sur Internet des chansons, images, clips vidéo ou animations 3D de cette dernière. Sur le web, une quantité d'images en tout genre sont disponibles (Fan art, fonds d'écran...), de bandes dessinées, de parodies, de nouvelles et de récits, de courts métrages.
Cette popularité s'étend en dehors des frontières japonaises : Une enquête menée en Chine en mai 2011, auprès de 3 000 personnes revéle que Hatsune Miku est la 15e chanteuse japonaise préférées des Chinois,.
À la suite de cette popularité, des personnages sont créés à partir de sa voix, comme Haku Yowane, Neru Akita, et sa double maléfique Zatsune Miku[source secondaire souhaitée].
En 2011, la voix de Hatsune Miku est utilisée dans l'animation Nyan Cat qui est d'ailleurs inspirée de l'une de ses propres chansons Nyanyanyanyanyanyanya!. Elle apparaît dans une série de publicités pour la Toyota Corolla et fait aussi une apparition dans une publicité pour Google Chrome.
En avril 2014, la chanteuse Lady Gaga révèle sur Twitter que Hatsune Miku doit faire la première partie de sa tournée ArtRave: The Artpop Ball pendant un peu plus d'un mois. Ces concerts se déroulent aux États-Unis du 6 mai au 3 juin 2014. En octobre de la même année, Hatsune Miku apparait dans le show de David Letterman et interprète sa chanson Sharing The World.
D'autres chanteurs connus en Asie collaborent avec la chanteuse virtuelle, comme les Bump of Chicken, les CTS, ou encore Namie Amuro,.
En 2018, Hatsune Miku entame une tournée européenne notamment avec des concerts à Paris à Cologne et à Londres. La tournée commence début décembre par la France. Une deuxième tournée de ce type incluant cette fois deux nouvelles villes est organisée en 2020.
En 2020, la chanteuse virtuelle est annoncée à l’affiche du Coachella Festival.

### Musiques
Hatsune Miku ne peut pas se classer dans une délimitation musicale fixe, en raison de sa possibilité d'action large et du panel d'œuvres mélodiques variées qui existe sur et pour elle-même. Elle peut être, plus ou moins, affiliée à la J-pop, la pop, l'électro, la techno, au jazz, au disco, au funk, au metal, au rock, aux musiques classiques, et bien d'autres encore. On retrouve également sur internet des reprises de tubes modernes, comme Gangnam Style, classiques ou mêmes baroques (certaines nocturnes et gavottes, la Symphonie nº 9 de Beethoven, La Flûte enchantée, Erlkönig, La Moldau la Passion selon saint Matthieu, la Fugue en sol mineur, Le Clavier bien tempéré ou même le Canon de Pachelbel, instrumental ou A cappella). Deux opéras originaux ont été créés, avec Hatsune Miku, dans lesquelles elle apparaît comme un personnage: The End de Keiichiro Shibuya, sorti en 2013 et un court-métrage opératique, Weebmalion sorti en 2018.
Ses chansons les plus renommées sont légion et dans lesquels elle esquisse un nombre varié de genres et styles musicaux. Les thèmes abordés par ces chansons sont variables, tournant autant sur le sujet de la mort (suicide, conflits) et des douleurs sociales que des histoires bon enfant, romantiques et légères. Par ailleurs, on[Qui ?] la voit parfois chanter avec d'autres égéries du VOCALOID, comme Kagamine Len, Kagamine Rin ou encore Megurine Luka.
En 2014, Korg lance la « Miku Stomp », une pédale d'effet de guitare qui émule le son de la voix de Miku[source secondaire souhaitée].

## Produits dérivés

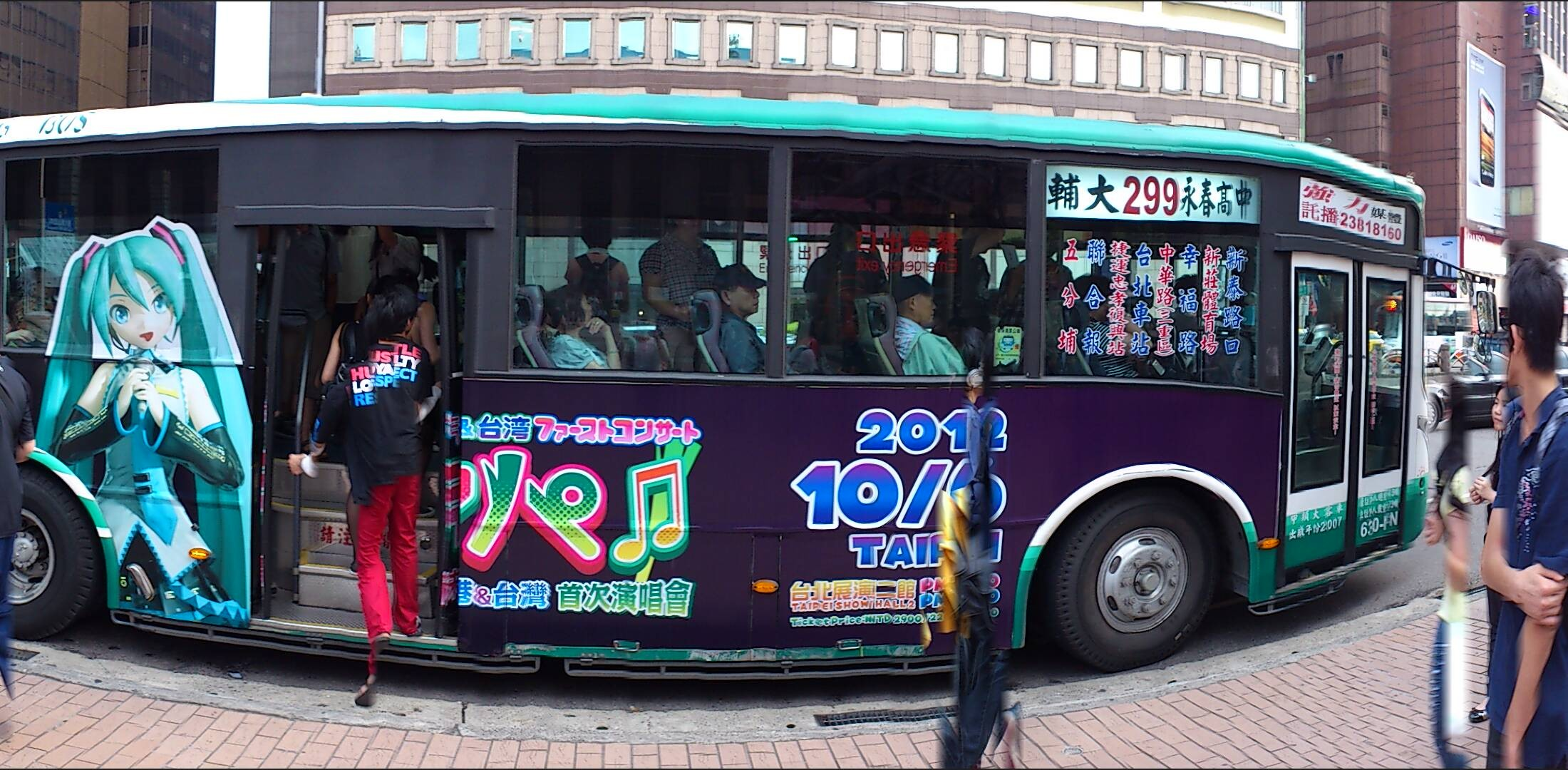
Hatsune Miku figure à gauche sur l'autobus 630-FN de San-Chung.

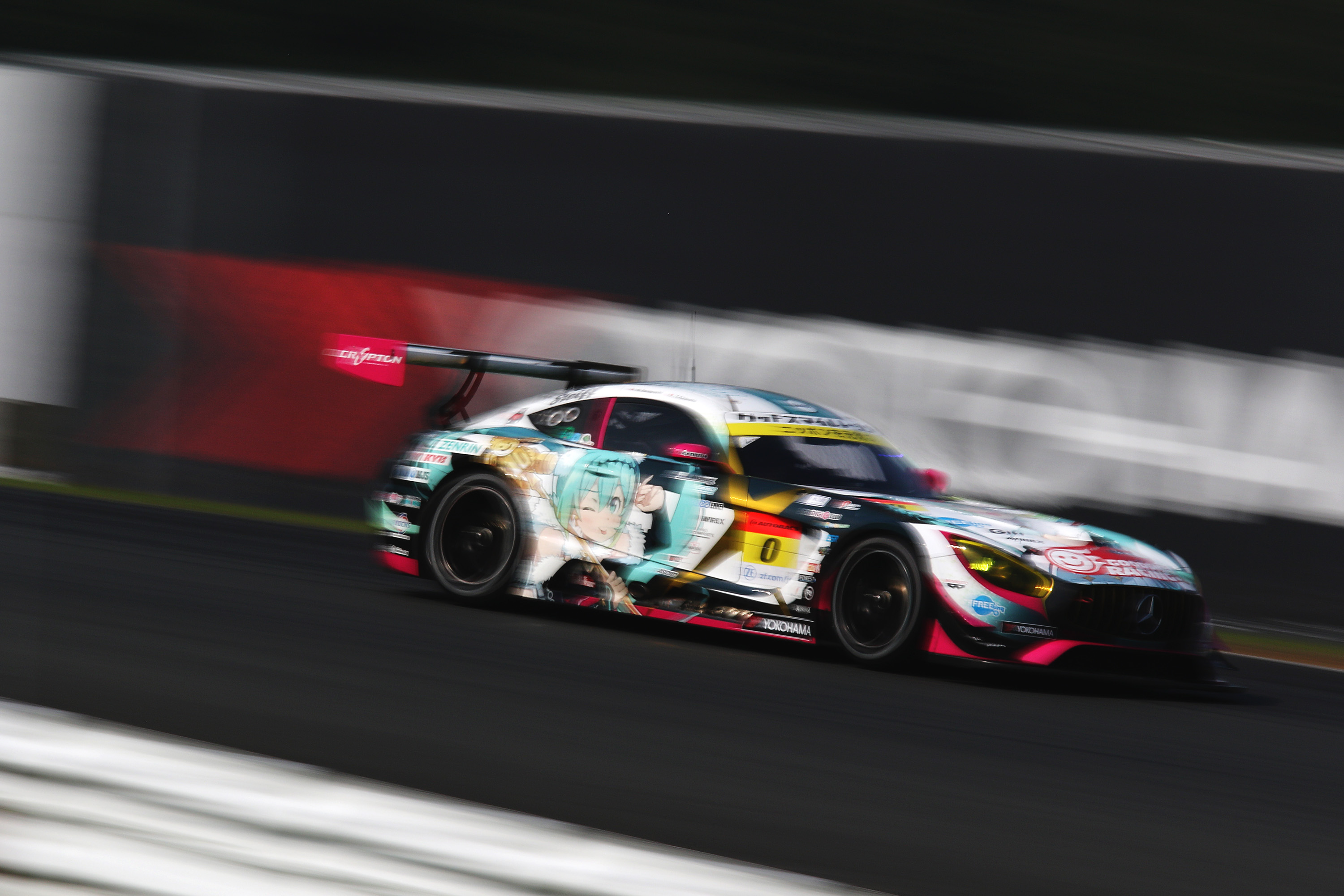
Good Smile Racing, 2018.

### Mangas et animes
Hatsune Miku a son propre manga appelé Hatsune Mix, qui n'est cependant pas officiel. D'autres mangas comme The Disappearance Of Hatsune Miku ou Bad∞End∞Night peuvent être tirés de chansons populaires du même nom[source secondaire souhaitée].
En anime, Miku apparait dans Shinkalion agée de 11 ans et est une pilote d'un train pouvant se transformer en robot. Un autre personnage féminin créé par le dessinateur Huke, Black Rock Shooter, dérivé en une chanson par Ryo du groupe Supercell et chantée par Miku, a son OVA, et son anime dans lequel la chanson de Miku est le générique, bien que le personnage n'ait strictement rien à voir avec Miku.

### Apparitions
Le personnage Kagami de la série Lucky☆Star porte dans l'OVA le costume de Miku dans le cadre d'une parodie.
Miku fait d'ailleurs de brèves apparitions en guise de clin d'œil dans plusieurs animes, comme Maria Holic, Sayonara Monsieur Désespoir,watamote, Super Sonico, Himōto! Umaru-chan, Shinkalion ou encore la saison 3 de Dropkick on My Devil! où elle fait un caméo à chaque épisode.
Miku apparaît également en tant que victime du Tricheur "Vise" dans le chapitre 19 du manga Deathtopia.
Il est également possible de voir un cosplay de Miku, au côté d'autres personnages déguisés tel que de Rin et Len Kagamine et de Luka Megurine dans l'anime Hyōka.
Dans le jeu Just Dance 2016, Miku apparaît comme danseuse durant une de ses chansons disponibles dans le jeu, Ievan Polkka. Il est aussi possible de débloquer un avatar la représentant après avoir dansé sur cette musique. Elle reviendra également dans Just Dance 2017, avec la chanson PoPiPo qui cette fois-ci est un trio de danseur où elle est accompagnée d'un poireau et d'une carotte ainsi que dans Just Dance 2018, avec la chanson Love Ward[source secondaire souhaitée].
Miku apparait également comme un costume dans le jeu Fall Guys, elle peut être obtenue dans le Season Pass de la Saison 2 La Ruée vers le Satellite qui débutera le 15 septembre 2022[source insuffisante].
Miku apparaît également en DLC dans les jeux Crypt of the NecroDancer, Super Monkey Ball Banana Rumble et dans le logiciel sur PC Desktop Mate.
Dans le jeu Fortnite, Miku a été ajoutée le 14 janvier 2025 à l'occassion de la Saison 7 du mode Festival. Deux tenues du personnage peuvent être achetées.
Dans le jeu Rocket League, un évènement avec Hatsune Miku en vedette fut disponible du 29 Janvier au 11 Février 2025, des objets de personnalisation de voitures à thème dont des roues, un turbo, une traînée, une explosion de but et des stickers à l'effigie de Miku pour la voiture Cyclone pouvaient être achetés ainsi que des récompenses gratuites.
Lors du Summer Game Fest 2025, il a été dévoilé que Miku sera un personnage jouable dans Sonic Racing: Crossworlds en tant que personnage gratuit via une mise à jour. Son véhicule de prédilection est le Diva Macchina, un Extreme Gear (planche volante) à son effigie.

### Jeux vidéo

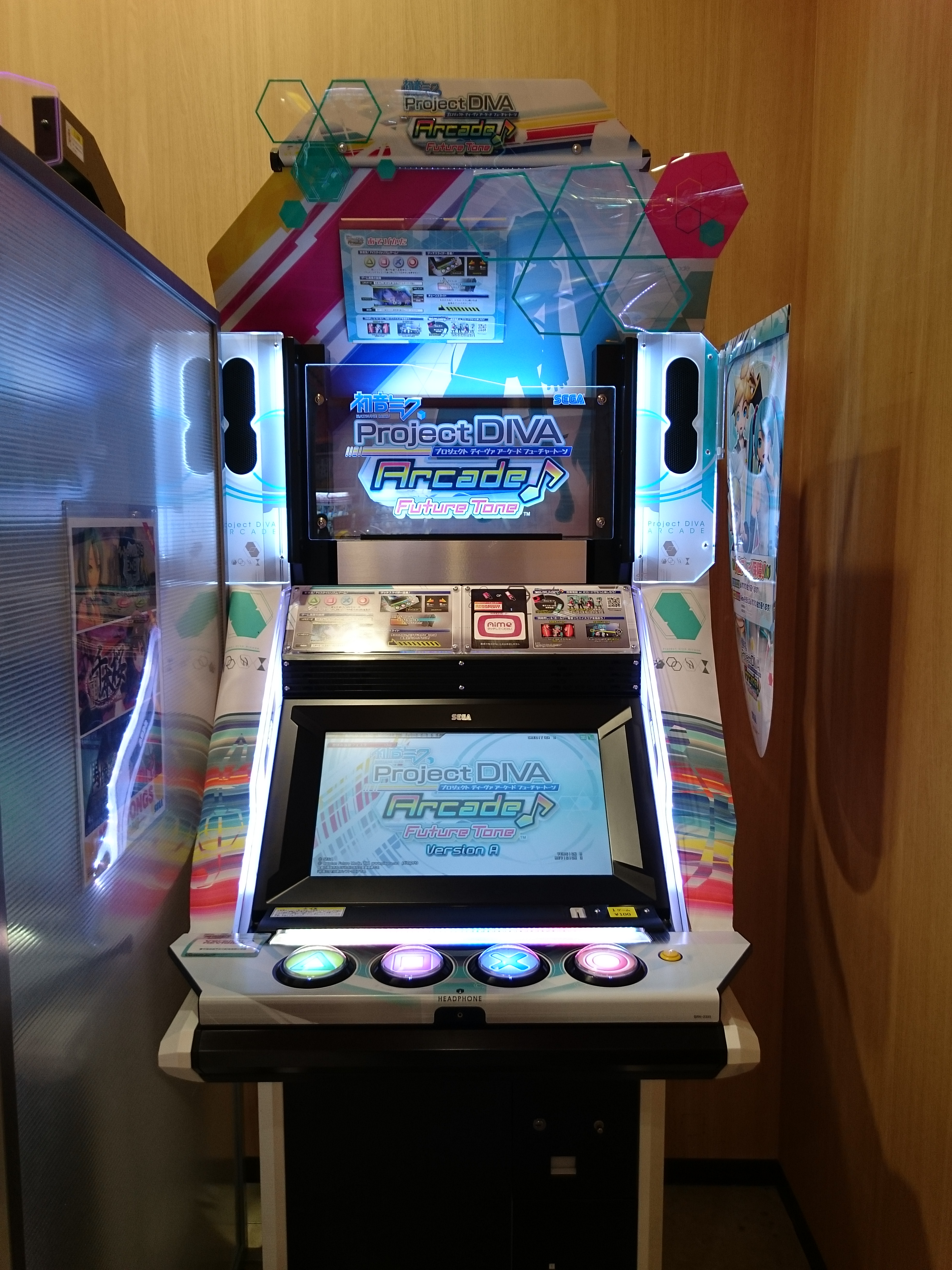
Une borne d'arcade Hatsune Miku: Project DIVA.

Au Japon, plusieurs jeux mettant en scène Hatsune Miku sont commercialisés : Project DIVA, Project DIVA 2d (sur PSP), Project DIVA Dreamy Theater (sur PS3), Project DIVA Dreamy Theater 2d (sur PS3), Project DIVA Dreamy Theater Extend (sur PS3), Project DIVA Extend (sur PSP), Project Mirai (sur 3DS), Project DIVA f (sur PS Vita) , Project Mirai 2 (sur 3DS),Project DIVA F (sur PS3), Project DIVA F 2d (sur PS Vita et PS3), Project Mirai DX (sur 3DS, également disponible en Europe), Hatsune Miku Project Diva Future Tone (remastérisé en version PS4), Project Diva X (sur PS4 et PS Vita), Mega Mix (sur Switch) et Fitness boxing feat. Hatsune Miku (sur Switch).
Miku a également trois jeux : 2 sur l'Apple Store et un sur le Play Store et l'App Store : Miku Flick et Miku Flick/2 (exclusivement sur l'App Store). Il s'agit de jeux de rythme comme les Project Diva et développés par SEGA. Il s'agit du premier jeu officiel de Miku disponible à l'international[source secondaire souhaitée]. Project Sekai : Colorful Stage est disponible sur les deux plateformes, s'agissant d'un jeu comme Bandori.

### Produits dérivés
Un DLC de The IDOLM@STER 2 (en) permet d'avoir Miku comme idole jouable.
Un DLC de Persona 4: Dancing All Night permet de jouer une de ces chansons composée par Heaven et remixée par ATOLS.
Les produits dérivés de Miku (figurines, peluches, etc.) sont commercialisés au Japon. Une de ses rares apparitions dans un jeu vidéo en dehors du Japon (et autre genre que jeu de rythme style Beatmania) est dans MUGEN, un moteur de jeu de combat éditable par les utilisateurs. Plusieurs versions du personnage existent pour ce moteur ainsi qu'un screenpack nommé Hatsune Miku Project MUGEN S.P.. Miku apparaît aussi en tant qu'add-on remplaçant le personnage original dans Garry's Mod et dans Left 4 Dead 2, ainsi que en tant que personnage jouable bonus inclus dans le jeu amateur Sonic Robo Blast 2 Kart.
Depuis le 13 mai 2024, Miku apparaît dans son tout premier Secret Lair de Magic : The Gathering intitulé "Hatsune Miku : Sakura Superstar", où elle s'offre six illustrations différentes en éditions limitées.
Depuis, Miku a eu de nouveaux Secret Lair :
- "Hatsune Miku : Digital Sensation", 24 juin 2024
- "Hatsune Miku : Electric Entourage", 30 septembre 2024

### Sondages
Les sondages divers qui en font mention montrent assez bien sa popularité auprès des Japonais, et du monde en général.
Dans un sondage pour savoir quels personnages voudraient voir apparaître les Japonais dans Super Smash Bros. for Nintendo 3DS / for Wii U, Miku est située 12e devant des personnages notables comme Waluigi, Sonic et Fox McCloud, mais elle n'est cependant pas retenue.
Lors d'un concours organisé par Steve Lycett pour inclure des personnages en DLC pour Sonic and All-Stars Racing Transformed, Hatsune Miku arrive 2e dans le classement. Mais Lycett refuse son apparition, étant donné que SEGA ne détient pas les droits du personnage et n'est donc pas retenue.